# ゲール (宇宙戦艦ヤマト)
ゲールは、アニメ『宇宙戦艦ヤマト』『宇宙戦艦ヤマト2199』の登場人物。声優は阪脩（『ヤマト』）、広瀬正志（『2199』）、稲葉実（『スパロボV』）。

## 宇宙戦艦ヤマト
小さな口髭が特徴のガミラス帝国軍人。地球とガミラス・イスカンダルの中間地点に浮かぶバラン星のガミラス基地司令官であったが、デスラー総統に志願して銀河系方面軍作戦司令長官としてドメルが赴任してきたことにより、副司令官に降格される。そのため、第17話では「副司令」という呼ばれ方に嫌悪感を示している。
ドメルからは横柄な接し方をされており、折り合いが非常に悪い。バランまでヤマトを引きつけてから叩こうとするドメルとは対照的に、ヤマトはバラン（ガミラス本星やデスラー）から可能な限り遠いところで撃沈しようという考えを持つが、そのための作戦はドメルからはことごとく却下される。
一般的な将軍の軍服が緑地に黒の6対点線、肩部に3対点線なのに対し、ゲールの軍服は緑地に赤の6対点線、肩部は点線が無く、『宇宙戦艦ヤマト2』以降のガミラス軍服に近い形状である。

### 劇中での登場
初登場は第15話。ドメルの着任直後、副司令官に降格されたうえに鞭で自室の家具やコレクションを粉砕され、「趣味が悪い」と罵られる。このことから、ドメルに強い反感を抱くようになる。
第15話での次元断層でヤマトとの初戦闘を経て、第17話ではバラン星の原住生物バラノドンを生体兵器に仕立て上げて作戦採用をドメルに具申するも、却下されてしまう。しかし、懲りずにバラノドン特攻兵器を完成させ、独断でヤマトを攻撃するが、波動砲の返り討ちに遭って失敗に終わり、再びドメルから叱責される。第18話ではドメルと共に宇宙要塞13号破壊の報を受けた際、喫煙中のドメルにライターを差し出すが着火に失敗し、「君のライターも要塞と同じく役立たず」と侮蔑されている。
第20話ではドメルの「ヤマトをバラン星地表までおびき寄せ、人工太陽を落下させてバラン星基地もろともヤマトを破壊する」という作戦が実行された際、ドメルから何も聞かされていなかったゲールはこの不条理な作戦をガミラス本星に密告する。そして、あと一歩というところでデスラーが中止命令を下したため、その隙に人工太陽を破壊され、ヤマトを取り逃がしたうえに基地も人工太陽の残骸によって壊滅する。この作戦失敗の責任を問われてガミラス本星に召喚されたドメルを裁く軍法会議では、ゲールは総統への忠誠心を理由に自らの密告を正当化し、ドメルの死刑判決を見届けるが、デスラーの鶴の一声でドメルは恩赦され、ゲールは再びドメルの副官としてヤマトとの決戦に参加させられる。そして、第22話での七色星団の決戦に敗れたドメルは自爆を決断するが、またしてもゲールは相談されないまま呆然とするうちに巻き込まれ、戦死する。もっとも、出撃前に万が一の作戦失敗の場合の方策を問うゲールに対し、ドメルは「総統への忠誠心こそが最後の武器」と答え、暗に自爆をほのめかしている。これは、密告を総統への忠誠心ゆえと自己弁護したゲールへの皮肉になっている。

## 宇宙戦艦ヤマト2199
『宇宙戦艦ヤマト』（以降、「旧作」）のリメイク作品である本作では「グレムト・ゲール」というフルネームが設定されている。容貌に大きな変更はないが、年齢が地球年齢に換算して47歳相当と設定された。リデザイン担当は結城信輝。
階級は少将と設定されている。旧作と同様に銀河方面軍作戦司令長官として登場（ただし旧作では「バラン星基地司令官」としか呼ばれておらず、ドメルが銀河方面軍作戦司令長官就任後に「ここ（バラン星基地）の司令官は私だぞ」と言っている事から「銀河方面軍作戦司令長官＝バラン星基地司令官」となって、銀河方面軍作戦司令長官だった事が間接的にうかがえるのみとなっている）し、旧作では無かった部下のシュルツたちと接するシーンもある。
中央軍総監のヘルム・ゼーリック国家元帥に媚を売り、銀河方面軍司令に推挙してもらった経緯を持つ。性格は保身的で日和見主義だが出世欲は強い。軍事面では部下に無理強いを強いる上で、手柄だけ横取りするなど有能とは言えない人物になっている。また、二等ガミラス人であるシュルツたちを「劣等種族」と見下している。座乗艦はガイデロール級航宙戦艦「ゲルガメッシュ」。
シュルツの重要な報告を一蹴したり、窮地に陥ると自分だけ助かろうとしたりなど、保身を第一に考えるために決して有能とはいえないが、バラン星でゼーリックが開催した観艦式において友軍艦が密集隊形をとっている中へヤマトが突然現れた際には、同士討ちによる友軍の被害拡大を避けるために散開するよう進言している。豊田巧の小説版における描写では、ガミラスの戦力はすべてデスラーのものであると考えているため、窮地で部下を見捨てることはあっても、犠牲を前提とした作戦には否定的であるという風に描かれている。
デスラーに心酔しており、彼の政権崩壊後も保身の観点から付くべき新体制側ではなく、圧倒的に不利なデスラー側に付くほど、忠誠心は非常に高い。下品かつ見え見えの媚びを売るその言動ゆえにデスラーからは嫌われているが、ゲール当人にそれを自覚している描写はない。一方で、ゼーリックには保身や出世のために媚びへつらっているが、崇拝や忠誠心の類はまったく持っていない。また、旧作ではドメルとペアで描写されていたのに対し、本作では直に接したのは第13話～第15話だけで、それ以外での両者はそれぞれ別のコミュニティーでストーリーを展開させており、旧作と比較すると2人の接点は少ない。

### 劇中での登場 (2199)
本作ではシュルツたちの直属上官として、第4話（名前のみなら第2話）から登場している。
第10話では、第8話でのデスラー立案のヤマト撃滅作戦を失敗させたことの責任をゼーリックから問われ、保身のために自らゲルガメッシュに座乗し艦隊を率いて出撃する。次元断層に落ちこんだヤマトが友軍艦「EX178」とともに断層から脱出したところへ現れ、ヤマトにメルダ・ディッツが乗艦していることを告げるEX178を無視して諸共攻撃を加えて撃沈し、さらにその罪をヤマトに擦り付けたうえで沈めようと目論んで猛撃を加えるが、回頭して逃げるヤマトを次元断層の裂け目を横切るような形で追撃したところ、直後に次元断層の揺れ戻しに艦隊が巻き込まれて吸い込まれていった上ゲルガメッシュも巻き込まれようとしたため、消滅していく艦隊へ撤退命令も出さずにワープを命じて何とか逃げ延びた。
第13話ではドメルが銀河方面軍作戦司令長官に就任したことで副司令に降格されるが、第15話でのカレル163での戦闘後、ドメルが総統暗殺の容疑で出頭したため、暫定的に再び銀河方面軍の指揮を執ることになる。第18話ではバラン星で執り行われた観艦式において、やって来たゼーリックにひたすら媚びへつらっていたが、そこにヤマトが突如出現して中央突破を図ろうとして突撃してくる。ゼーリックの命令で観艦式のため集結していた艦隊はヤマトを撃沈すべく攻撃を行うが、ヤマトの攻撃に加えて密集隊形をとっていたために同士討ちが多発して損害が増加していき、これに驚愕してオペレーターに散開して間隔を取らせるよう命令するがゼーリックに一喝され、攻撃する際にいかなる犠牲もいとわないゼーリックの言動にやがて辟易し始める。ゼーリックによるデスラー暗殺計画についてはまったく知らず、デスラーの死を知らされたときは驚き、後に健在を知った時には歓喜する。その一方、ゼーリックが暗殺計画の首謀者であることを知った際には、逆賊と見做して背後から射殺する。ゼーリックの死後、ヤマトの波動砲によってバラン星のコアとバラン鎮守府を破壊され、その余波に艦隊も大多数が損害を受け、さらに亜空間ゲートが破壊されたことでヤマトの追撃もできなくなる。仕方なく残存艦艇3000隻を率いて通常のワープ航法で本星を目指すことになるが、ヤマトのガミラス本星戦後、ガミラスの実権を握ったディッツの召還命令を無視し、艦隊30隻余りを率いて離反する。宇宙を放浪中、ガミラスから逃走してきたデウスーラII世に出会い、再びデスラーの下につく。第25話では亜空間回廊内で待ち伏せするデウスーラII世にヤマトを接触させるため、バラン星の銀河側亜空間ゲートの作動維持とヤマトの追い込みを担当する。しかし、その最中にディッツにより派遣されたフラーケンのUX-01と交戦した結果、UX-01が放った魚雷の直撃を受け、無様にわめき散らしながら乗艦ごと爆沈した。
上記のように亜空間ゲートが破壊されてバラン星の宙域に取り残されたため、旧作と異なり七色星団の会戦には参戦しておらず、ドメルと運命を共にはしていない。初登場時期の早さも合わせ、劇中での出番が旧作からほとんど変更された人物となっている。

## PSゲームシリーズ
PS版『宇宙戦艦ヤマト 遥かなる星イスカンダル』、PS2版『宇宙戦艦ヤマト イスカンダルへの追憶』に登場。リデザイン担当は増永計介。
ドメルの死刑判決を嘲笑を浮かべながら眺めていたが、デスラーにより死刑判決が覆されると、ヒスからバラン星陥落の共同責任者としてドメルと共に最前線へ向かうことを命令される。ドメルからドリルミサイルや瞬間物質移送機の説明を聞くのはゲールではなく一兵士であり、ドリルミサイルによるヤマト破壊が失敗した直後に特攻作戦を暗喩された後の出番は無いが、アニメ版同様ドメルと心中としたとされる。
なお、アニメ版では上官のドメルに一応は敬語で接していたが、ゲーム版では上官に対するものとは思えぬほどの粗野な口調に変更されており、ゲールの狭量さとドメルへの反感が強調されている。デスラーへの密告についても、基地が破壊された際にアニメ版では呆然としていたのに対し、ゲーム版ではドメルの作戦失敗を嘲笑っており、基地の安否を懸念したというよりも単に彼を妨害するためということが、主な理由となっている。
『イスカンダルへの追憶』では回想ステージ「七色星団」に登場する。本作で新規にアテレコが行われている。

## その他
当初の設定では「ゲーリング」や「ゲル」という名前になっていた。役職は小マゼラン基地司令で、バラン基地司令のドメルの上官となっており、ドメルと同格かつ相対する位置づけにいるのはもう1人のバラン基地司令であるダークナスというキャラクターだった。正攻法を好み、地球人の実力を認めるドメルと、正攻法を使わず、地球人を見下すダークナスという正反対の2人で、派手好きのゲルは堅実だが地味な戦術をとるドメルよりもダークナスの方に肩入れしているという関係となっていた。その後、松本の手書きの組織図をクリーンナップした際には、ダークナスが消えており、ダークナスの部下はゲルの部下になり、さらにバラン基地と小マゼラン基地は独立した関係になっている。
当初はヒス副総統と共にデスラー総統暗殺未遂事件を起こし、逆にデスラーに粛清される予定であった。この設定はひおあきらの漫画版で描かれている。ひおあきら版での名前は「ゲル」であり、髪型はオールバックで髭は無く、容姿がかなり異なる。
松本零士の漫画版では、ガミラス本星での戦後に脱出したデスラーに付き添っていたのはタランではなく、ゲールとなっている。
PSゲーム版と同時期に発売された『宇宙戦艦ヤマト 遥かなる星イスカンダル コミックアンソロジー』（スタジオDNA、2000年、ISBN 4921066434）では、七色星団の戦いにおいて最終的にドメルと和解し、彼に着き従って死んでいく好人物として描かれている。